# Comuna de Boguty-Pianki
Boguty-Pianki (polaco: Gmina Boguty-Pianki) é uma gminy (comuna) na Polónia, na voivodia de Mazóvia e no condado de Ostrowski. A sede do condado é a cidade de Boguty-Pianki.
De acordo com os censos de 2004, a comuna tem 2916 habitantes, com uma densidade 32,7 hab/km².

## Área
Estende-se por uma área de 89,13 km², incluindo:
- área agricola: 79%
- área florestal: 16%

## Demografia
Dados de 30 de Junho 2004:
|                      | Total   | Total | Mulheres | Mulheres | Homens  | Homens |
| -------------------- | ------- | ----- | -------- | -------- | ------- | ------ |
|                      | pessoas | %     | pessoas  | %        | pessoas | %      |
| População            | 2916    | 100   | 1426     | 48,9     | 1490    | 51,1   |
| Densidade (pop./km²) | 32,7    | 100   | 16       | 16       | 16,7    | 16,7   |

De acordo com dados de 2002, o rendimento médio per capita ascendia a 1239,62 zł.

## Comunas vizinhas
- Ciechanowiec, Czyżew-Osada, Klukowo, Nur